# خضري دشت بياض
خضري دشت بياض (بالفارسية: خضری دشت‌بیاض) هي مدينة تابعة لمدينة قائنات في محافظة خراسان الجنوبية في إيران. تُعرف هذه المدينة باسم «الجبهة الخضراء لجنوب خراسان» لأنها أقصى الشمال وأول مدينة في جنوب خراسان بعد دخول هذه المحافظة. يقدر عدد سكانها بـ 4,930 نسمة .